# MEPhI-Männerchor

Der MEPhI-Männerchor Moskau (2007)

Der MEPhI-Männerchor ist ein Amateurchor in Russland, der einzige in seiner Art. Seit dem Gründungstag, dem 16. Oktober 1956, singen im Chor nur Studenten, Absolventen und Mitarbeiter der Nationalen Forschungsuniversität für Kerntechnik „MIFI“ (bis 2009 das Moskauer Institut für Technische Physik).

## Künstlerische Leiterin
Seit 1987 wird der Chor künstlerisch geleitet von Nadeschda Maljawina, einer Absolventin des Moskauer Konservatoriums. Sie ist Schülerin unter anderem von Klawdij Ptiza und Wladislaw Sokolow.

## Das Repertoire
Der Chor hat ein reichhaltiges Repertoire in verschiedenen Genres der Chormusik; das sind geistliche und säkulare Werke der russischen und europäischen Komponisten, Opernchöre, Volkslieder usw.
Trotz seines Amateurstatus wurde der Chor im professionellen Milieu anerkannt. Zusammen mit den führenden russischen Orchestern sang der Chor bedeutende Werke der vokalsymphonischen Klassik wie:
- die Alt-Rhapsodie von Brahms;
- die Ouvertüre „1812“ von Tschaikowski (Version mit Männerchor, der die Themen des orthodoxen Troparion vom Heiligen Kreuz und der russischen Zarenhymne Gott erhalte den Zaren singt);
- das Oratorium „Das Paradies und die Peri“ von Schumann;
- das Oratorium „Les Béatitudes“ (Die Seligpreisungen) von Frank;
- Faust-Sinfonie von Liszt;
- die 9. Symphonie Beethovens und andere.

## Konzerttätigkeit
Der Chor konzertiert regelmäßig in bekannten Moskauer Konzertsälen und nimmt an russischen und internationalen Festivals und Wettbewerben teil.
Im Juli 2016, errang der Chor den Titel des Champions der 9. World Choir Games.
Der MEPhI-Männerchor ist ein häufiger Gast in Österreich. Mehrfach trat der Chor bei den Sitzungen (einschließlich der 50. Jubiläumssitzung 2006) der Generalkonferenz der Internationalen Atomenergie-Organisation auf.  Auch ist der Chor Dauerteilnehmer des österreichisch-russischen Chorfestivals „Wien —  Stadt der Chöre“.